# Superàcid

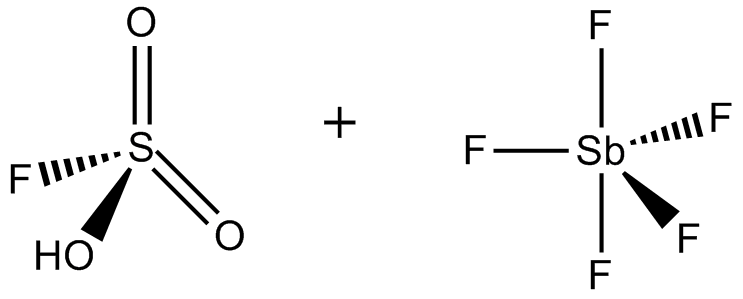
Àcid màgic, mescla de l'àcid fluorosulfúric i el pentafluorur d'antimoni

Un superàcid és un medi d'elevada acidesa, generalment superior a la de l'àcid sulfúric concentrat al 100%, que equival a medis amb una funció d'acidesa H0 ≤ -12. Els superàcids no són necessàriament substàncies pures, també poden ser mescles de diversos àcids. Exemples de superàcids són l'àcid perclòric, HClO₄, l'àcid fluorosulfúric, HSO₃F, el pentafluorur d'arseni, AsF₅, o les mescles àcid clorhídric-triclorur d'alumini, HCl-AlCl₃, i àcid fluorhídric-pentafluorur de fòsfor, HF-PF₅.
El concepte superàcid aparegué per primer cop el 1927 en un article de James Bryant Conant i Norris F. Hall que duu per títol A Study of Superacid Solutions. En aquest estudi descriuen espècies protonades desconegudes fins en aquell moment, com l'àcid acètic protonat, CH₃COOH₂+, present en dissolucions no aquoses d'àcids forts (àcid sulfúric o àcid perclòric) en àcid acètic com a dissolvent. Però no fou fins a la dècada de 1960 en què s'ampliaren aquells estudis inicials gràcies als treballs del químic nord-americà George Andrew Olah, que preparà l'àcid màgic, una mescla equimolecular d'àcid fluorosulfúric i pentafluorur d'antimoni, FSO₃H-SbF₅ i del canadenc Ronald James Gillespie.
El grau d'acidesa dels superàcids actuals va des del valor H0 = -12, de la funció d'acidesa de Hammett, fins a valors al voltant de H0 = -24. S'utilitzen en síntesi orgànica, ja que permeten obtindre carbocations en bases extremadament febles, espècies molt difícilment protonables, com ara l'acetamida, l'àcid carbònic, l'àcid acètic, composts aromàtics i productes naturals. Per exemple els ions carboni (C₆H₅)C+, formats a partir de (C₆H₅)COH en àcid sulfúric al 100%; o el carbocatió (CH₃)₃C+, obtingut a partir de (CH₃)₃COH dissolt en el superàcid ternari HSO₃F-SbF₅-SO₃. També es poden protonar molècules apolars, com ara Cl₂, Br₂ o CO₂, i àtoms com els de xenó, Xe, en el superàcid binari HF-SbF₅.

Formació del carbocatió ciclopropilcarbinil per acció d'un superàcid

## Tipus
Hom pot classificar els superàcids en quatre tipus:

### Superàcids primaris

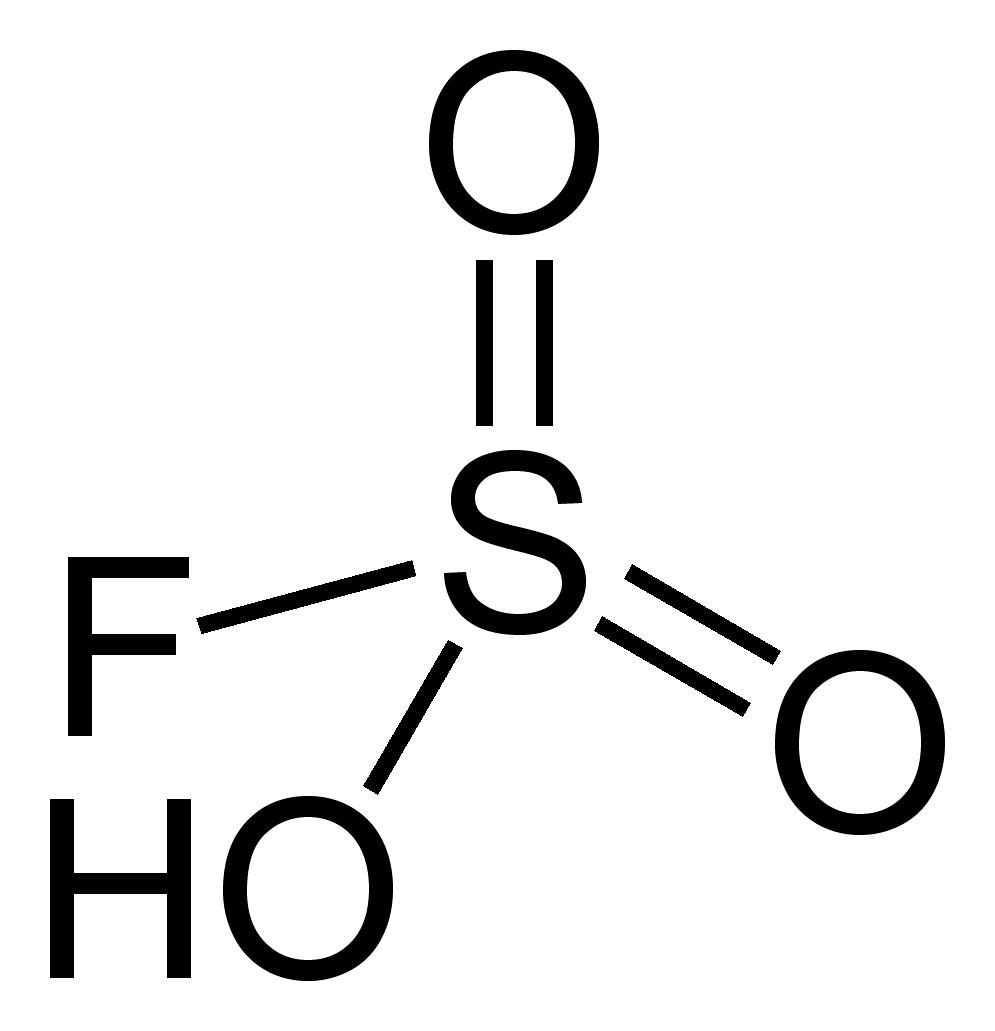
Àcid fluorosulfúric

Els superàcids primaris són substàncies pures, i es poden dividir en dos grups:
1. Un primer grup està format per àcids de Brønsted com l'àcid perclòric o HClO₄, els àcids halosulfúrics (HSO₃Cl, HSO₃F), els àcids perfluoroalcanosulfònics (CF₃SO₃H, CFSO₃H), fluorur d'hidrogen i els carborans H(CB11HR₅X₆). Per exemple l'àcid tríflic, CF₃SO₃H té una funció d'acidesa, H0, de -14,9.
2. En un segon grup s'inclouen els superàcids del tipus àcids de Lewis: pentafluorur de sofre o SF₅, pentafluorur d'arseni o AsF₅, pentafluorur de fòsfor o PF₅, pentafluorur de tàntal o TaF₅, pentafluorur de niobi o NbF₅, trifluorur de bor o BF₃, etc.

### Superàcids secundaris

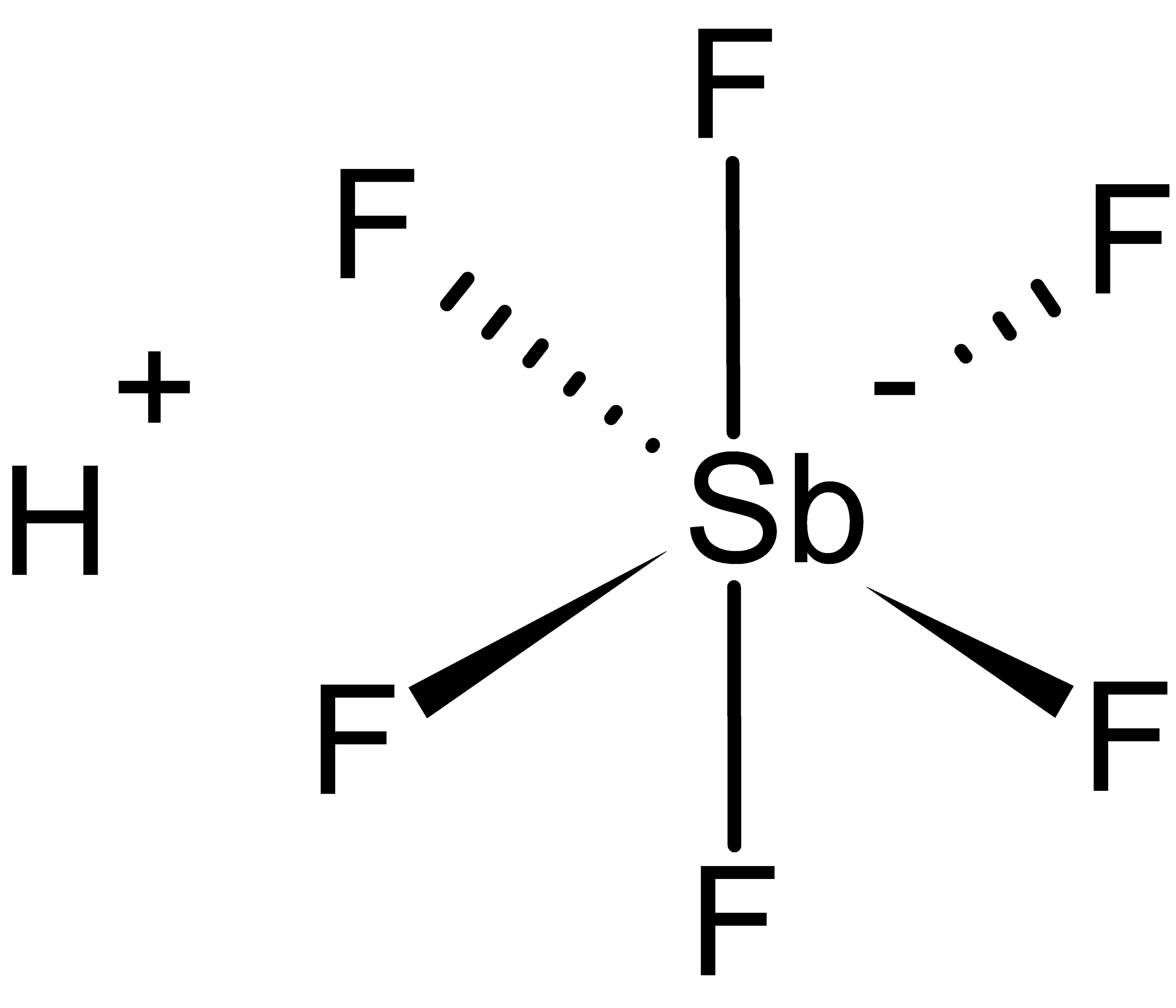
Àcid fluoroantimònic, mescla de fluorur d'hidrogen i pentafluorur d'antimoni en diverses proporcions

En la categoria de superàcids secundaris s'hi classifiquen mescles de dos superàcids primaris o de dos àcids que conjuntament donen una mescla d'alta acidesa. Se'n diferencien diversos grups:
1. Mescles de dos àcids de Brønsted, com ara HF-HSO₃F, HF-CF₃SO₃F i HB(HSO₄)₄.
2. Mescles d'un àcid de Brønsted i un de Lewis, que es poden subdividir en:
  1. Mescles d'un àcid oxoàcid (H₂SO₄, HSO₃F…) amb un àcid de Lewis (SO₃, SbF₅, AsF₅…). És famós l'àcid màgic mescla de l'àcid fluorosulfúric, HSO₃F, i el pentafluorur d'antimoni, SbF₅, que té una funció d'acidesa mesurada, H0, entre -15 i -23; i se suposa que pot arribar a -29.
  2. Fluorur d'hidrogen amb un àcid de Lewis que contengui fluor (SbF₅, PF₅, TaF₅…). L'àcid fluoroantimònic, HF-SbF₅, n'és un exemple; la seva funció d'acidesa, H0, té un dels valors mesurats més elevats, entre -16 i -24 en funció de les proporcions d'ambdós components i se suposa que pot arribar fins a -27.
  3. Àcids conjugats de Friedel-Crafts com HBr-AlBr₃ o HCl-AlCl₃.

### Superàcids ternaris
Els superàcids ternaris són mescles de tres components (àcids de Brønsted, àcids de Lewis o superàcids primaris) com per exemple HSO₃F-HF-SbF₅, HSO₃F-HF-CF₃SO₃H i HSO₃F-SbF₅-SO₃. Com a exemple hi ha el superàcid format per HSO₃F + 7% SbF₅·SO₃ que té una funció d'acidesa H0 = -19,35.

### Superàcids sòlids
Són compostos sòlids obtinguts per deposició o intercalació d'àcids forts en un substrat inert o àcid feble. Per exemple, n'hi ha del tipus de les zeolites, resines d'àcids sulfònics amb àcids de Lewis, etc.